# Chalais (Vienne)
 Chalais  es una comuna y población de Francia, en la región de Poitou-Charentes, departamento de Vienne, en el distrito de Châtellerault y cantón de Loudun.
Su población en el censo de 1999 era de 553 habitantes.
Está integrada en la Communauté de communes du Pays Loudunais .

## Demografía
| 578 | 524 | 489 | 546 | 603 | 553 |
| Para los censos de 1962 a 1999 la población legal corresponde a la población sin duplicidades (Fuente: INSEE [Consultar]) |     |     |     |     |     |